# Peter Gabriel (1977)
| Recensione | Giudizio    |
| ---------- | ----------- |
| AllMusic   |             |
| Ondarock   | Consigliato |

Peter Gabriel è il primo album in studio del cantante britannico Peter Gabriel, pubblicato il 25 febbraio 1977 dalla Charisma Records.

## Descrizione
Prima pubblicazione da solista di Gabriel dopo aver lasciato i Genesis, l'album in realtà non presenta alcun titolo e fu definito Peter Gabriel 1 per poterlo catalogare. Il disco è inoltre noto come Car a causa delle foto di copertina che ritraggono l'artista seduto sul sedile lato passeggero di una Lancia Flavia color blu acqua di proprietà di Storm Thorgerson, socio del noto studio Hipgnosis che progettò la copertina.

## Tracce
Lato A
Testi e musiche di Peter Gabriel, eccetto dove indicato.
1. Moribund the Burgermeister – 4:20
2. Solsbury Hill – 4:21
3. Modern Love – 3:38
4. Excuse Me – 3:20 (Peter Gabriel, Martin Hall)
5. Humdrum – 3:25

Lato B
1. Slowburn – 3:25
2. Waiting for the Big One – 7:15
3. Down the Dolce Vita – 5:05
4. Here Comes the Flood – 5:39

## Formazione
Musicisti
- Peter Gabriel – voce, tastiere, flauto
- Steve Hunter – chitarra elettrica e acustica, chitarra ritmica, pedal steel guitar
- Robert Fripp – chitarra elettrica, chitarra classica, banjo
- Tony Levin – basso, tuba
- Jozef Chirowski – tastiera
- Allan Schwartzberg – batteria
- Dick Wagner – cori, chitarra solista (finale traccia 6, traccia 9)
- Jim Maelen – percussioni, synthibom, ossa
- Larry Fast – sintetizzatore, programmazione
- London Symphonic Orchestra – strumenti ad arco (traccia 8)
- Michael Gibbs – arrangiamento e conduzione orchestra

Produzione
- Bob Ezrin – produttore
- Brian Christian, Robert Hrycyna, Jim Frank, Dave Harris, Rod O'Brien, Robert Stasiak, Keith Grant – registrazione
- George Graves – mastering